# Аскин, Гайфутдин Гафиятович
Гайфутдин Гафиятович А́скин (10 октября 1924 года — 1 октября 2007 год) — командир орудия 43-го гвардейского артиллерийского полка (15-я гвардейская стрелковая дивизия, 34-й гвардейский стрелковый корпус, 5-я гвардейская армия, 1-й Украинский фронт), гвардии сержант. Герой Советского Союза.

## Биография
Родился 10 октября 1924 года в деревне Чурашево Нуримановского района Башкирии. Башкир. Образование неполное среднее. Член КПСС с 1944 года. После окончания ФЗО работал с января 1941 года по июль 1942 года помощником оператора Уфимского нефтеперерабатывающего завода.
В Красную Армию призван в августе 1942 года Сталинским райвоенкоматом города Уфы и направлен в действующую армию. Гвардии сержант Аскин особенно отличился 12 января 1945 года при прорыве обороны гитлеровцев с Сандомирского плацдарма на реке Висле (Польша) в районе села Паценув. Гайфутдин Аскин за день наступательных боев уничтожил 3 станковых пулемета немцев с прислугой и до 40 гитлеровцев. Первым форсировал реку Одер севернее города Оппельн (Польша), участвовал в отражении нескольких контратак.
Из наградного листа на Гайфутдина Аскина: «25 января 1945 г. на Одерском плацдарме воен. завода Биркенталь батарея была окружена немцами, личный состав батареи был выведен из строя и частично рассеян, пехота противника нагло рвалась к орудиям, тов. Аскин организовал круговую оборону — перебегая от одного орудия к другому, в упор расстреливал немцев. К этому времени подошла наша пехота. Товарищ Аскин храбростью и мужеством отстоял орудия всей батареи и при этом уничтожил 4 станковых пулемета и до 60 гитлеровцев».
Звание Героя Советского Союза с вручением ордена Ленина и медали «Золотая Звезда» (№ 8053) было присвоено Гайфутдину Гафиятовичу Аскину 27 июня 1945 года.
После войны Гайфутдин Аскин вернулся на родину, работал председателем Укарлинского сельсовета Нуримановского района, секретарём Нуримановского райкома КПСС по зоне Нуримановской МТС. Жил в деревне Чурашево Нуримановского района Башкирии. Скончался в 2007 году, на 83-м году жизни.

## Награды
- Медаль «Золотая Звезда» (27.06.1945)[1]
- Орден Ленина (27.06.1945)
- Орден Отечественной войны I степени (04.05.1945)[2]
- Орден Отечественной войны I степени (06.04.1985)[3]
- Орден Красной Звезды (08.02.1944)[4]
- Медали

## Память
В честь Гайфутдина Гафиятовича Аскина названа улица в Красном Ключе